# 기후계

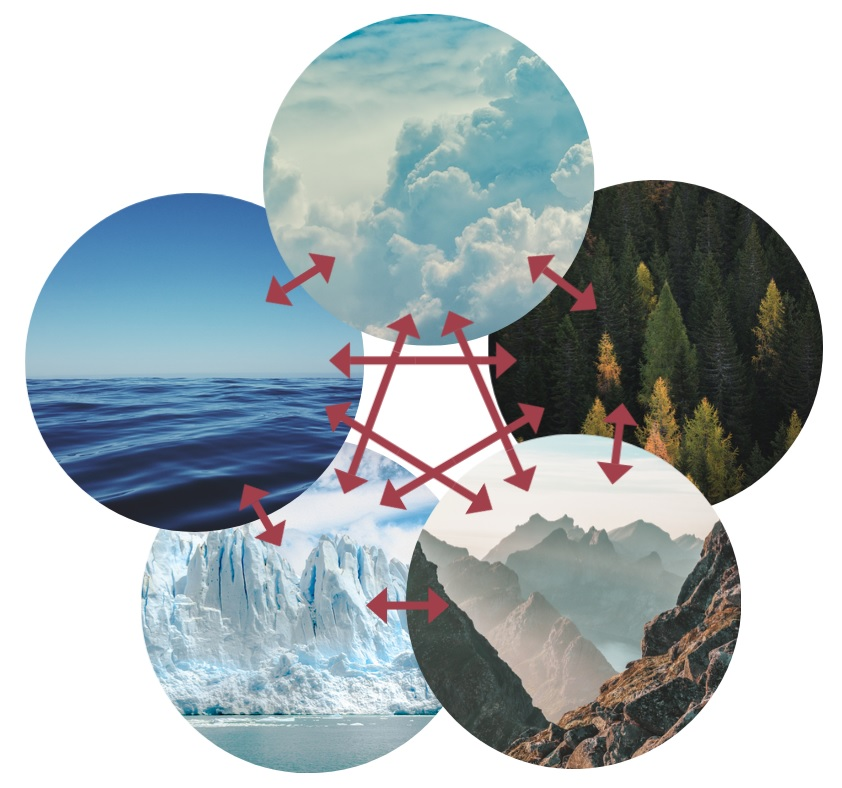
기후계를 이루는 5대 권역. 대기권, 수권, 암석권, 빙하권, 생물권

기후계(氣候界)는 지구의 기후를 결정짓는 여러 권역이 상호 작용하는 시스템이다. 기후시스템(氣候 system)이라고도 한다.
기후계를 이루는 권역은 크게 대기권, 수권, 암석권, 빙하권, 생물권의 다섯으로 나뉜다. 이들은 서로에게 영향을 주며 지구의 기후계를 형성하고 있다. 기후계는 대표적인 복잡계로 계절의 변화에 따라 유사한 패턴이 반복되지만 끊임없이 변화하는 특징을 보인다. 다섯 권역의 상호 작용 결과 한 지역의 기후가 결정된다. 쾨펜의 기후 구분은 이 가운데 식생의 성장에 큰 요인을 미치는 계절에 따른 강우량의 정도와 기온을 중심으로 기후를 구분한 것이다. 기후는 계속하여 변동하기 때문에 최근 30년 사이의 평균 값으로 현재 기후의 기준을 삼는다. 이를 기후 평년값 또는 예년이라고 한다. 최근 들어 기후의 변화폭이 커지면서 10년 단위의 평균을 따로 산출하여 기후 변화 지표로 삼고 있다.
기후 변화는 판 구조의 변화, 지구의 궤도 변화, 태양복사에 의한 태양 에너지의 변화와 같은 자연적 요인과 온실 가스, 각종 에어로졸의 농도, 토지의 이용에 따른 지구의 반사율 변화와 같은 인위적 요인이 한 데 얽혀 기후계에 영향을 주면 기후계를 이루는 권역의 내적 상호 작용에 변화가 일어나 새로운 동적 평형을 형성하면서 일어나게 된다. 이와 같이 기후계의 변동에 영향을 주는 요인은 매우 다양하지만 현대의 지구 온난화와 같은 대규모 기후 변화가 일어난 주요 원인은 온실 가스 농도의 상승이다.

## 구성 요소
기후계는 상호 작용하는 대기권, 수권, 암석권, 빙하권, 생물권의 다섯 권역으로 이루어져 있다.

### 대기권
지구 대기권은 대부분 질소(78%)와 산소(21%)로 이루어져 있으며 그 외 아르곤(0.9%)을 비롯한 여러 기체가 포함되어 있다. 고도에 따라 대류권, 성층권, 열권 등으로 구분되며 기후에 큰 영향을 미치는 것은 대류권이다. 최근 대류권이 점차 두꺼워 지고 있는 현상이 관측되어 기후계에 줄 영향에 대한 연구가 진행중이다.
대류권은 수권과 서로 영향을 주면서 수증기를 교환하고 구름과 비를 만들어 물의 순환이 이루어진다. 물의 순환에 의한 강수는 생물권에 직접적인 영향을 주고 고지대와 극지방에 빙하권이 형성되도록 하며, 지하수가 되어 암석권에도 영향을 준다.

### 수권

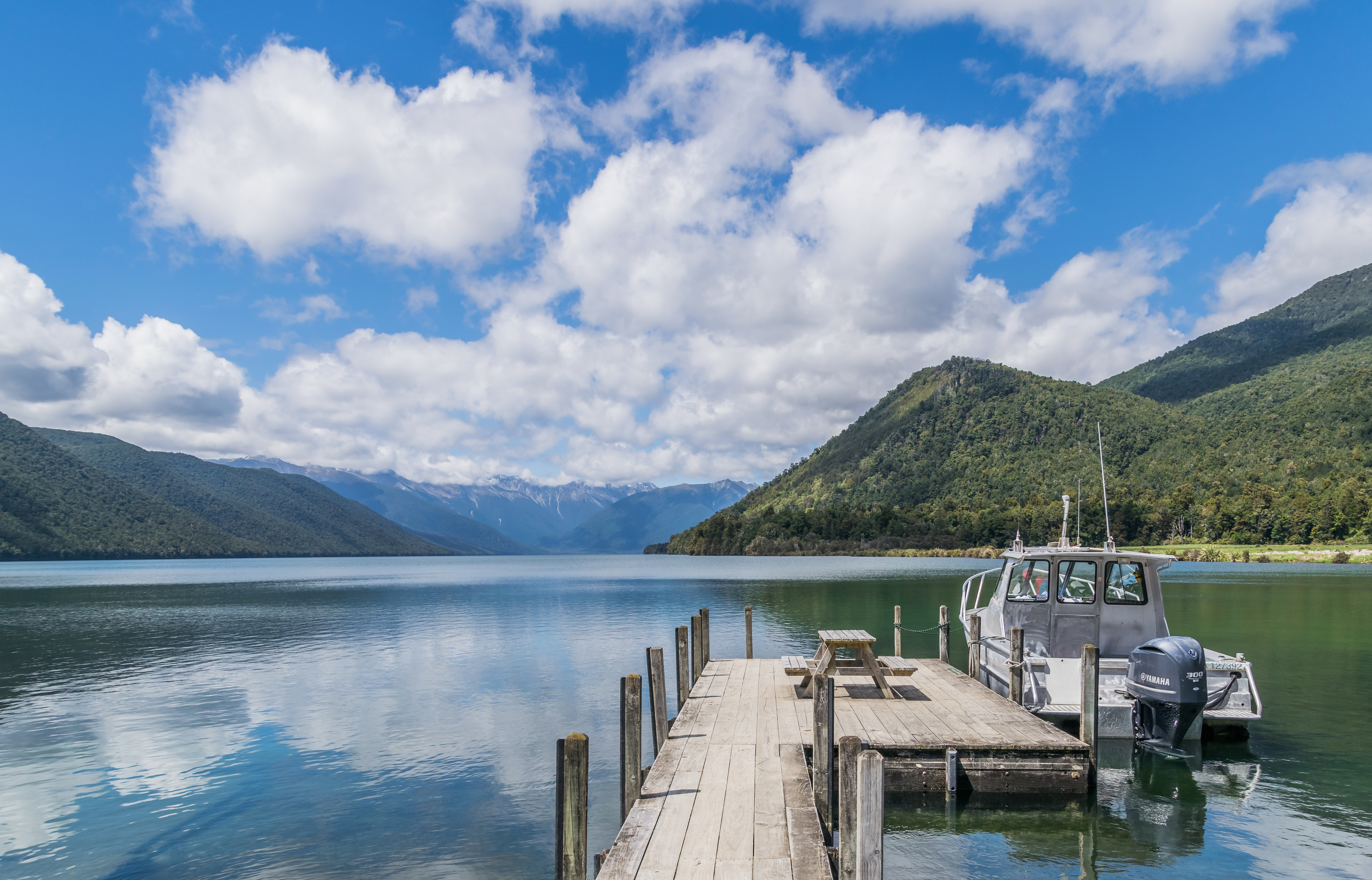
물의 순환이 활발한 수권의 존재는 지구 기후의 가장 큰 특징이다. 뉴질랜드 로토로아 호수

지구의 물은 대부분 바다에 모여 있어 전체 수권의 97.2 %를 차지한다. 나머지 2.15%는 빙하, 0.62%는 지하수이고 지표를 흐르는 강이나 호수 등은 0.03%에 불과하다. 수권이 다른 여러 권역에 영향을 주는 물의 순환은 기후의 형성과 생태계 유지에 절대적인 영향을 준다.

### 빙하권
빙하는 수권의 일부이지만 지구의 반사율에 영향을 주어 기후계의 독자적인 요소로 작용한다. 지구 온난화로 빙하의 크기가 줄어들면 반사율이 적어져 태양 에너지가 지구에 갖히는 현상이 일어난다. 이 때문에 극지방의 얼음이 사라지면 기후 변화가 가속화 된다. 최근 북극해의 빙하는 여름철에 크게 줄었다가 겨울에 다시 생성되고 있다. 1979년부터 2016년까지 여름철인 9월의 북극해 빙하 크기는 매년 13%가량 줄어들고 있다. 기후 변화에 관한 정부간 협의체는 2021년 보고서에서 2050년이 오기 전에 북극해의 빙하가 모두 녹는 일이 벌어질 것으로 내다봤다.
한편, 남극의 빙하 역시 빠르게 줄어들고 있어 기후 변화 가속화의 원인이 되고 있다.

### 암석권
지구의 암석은 내핵과 외핵, 맨틀, 지각으로 이루어져 있다. 이 가운데 기후계에 큰 영향을 미치는 것은 판 구조 운동을 하는 맨틀과 지각이다. 여러 개의 판으로 이루어진 지각은 맨들의 대류에 의해 계속하여 생성되고 침강하면서 이동하고 있다. 지각의 이동은 1년에 몇 센티미터 정도여서 짧은 기간에 기후계에 영향을 미치는 정도는 적지만, 이 과정에서 발생하는 화산 활동은 화산재를 성층권까지 뿜어내며 기후에 영향을 미친다. 또한 수백만년 정도가 지나면 지각 위에 놓인 대륙이 이동하여 해당 지역의 위도가 변하게 되고 이에 따라 지역의 기후 역시 달라지게 된다.
대륙 이동에 의한 기후 변화의 단적인 사례는 남극이다. 남극은 1천4백만년전 중위도 지역에 있으면서 툰드라 기후를 보였으나 극 지역으로 이동하여 현재의 기후가 되었다.

### 생물권

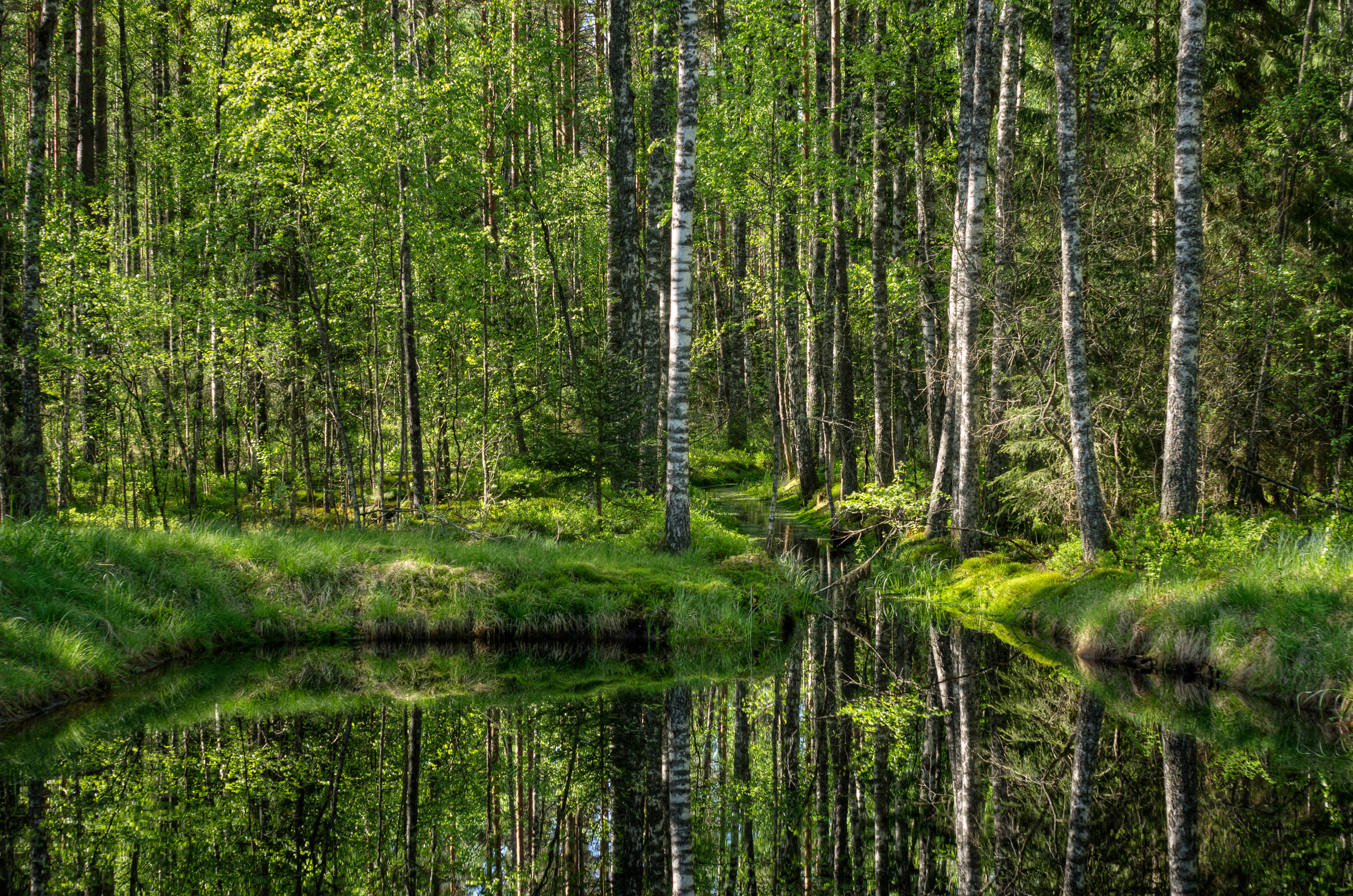
생물권은 능동적으로 기후계에 개입하고 있다. 에스토니아 펄바주의 숲

지구의 거의 모든 지역에 생물이 살고 있다. 생물의 여러 종들은 생태계를 구성하여 자연 환경과 상호 작용하면서 스스로 기후에 영향을 미치는 요소로 작용하여 왔다. 대표적인 사례로 지구 대기의 성분 변화를 들 수 있다. 원시 지구 대기에는 산소가 없었으나 광합성하는 생물의 등장 이후 산소를 포함하게 되었다. 또한 이렇게 만들어진 산소는 물 속에도 녹아들어 산소 호흡을 하는 수 많은 생물들이 살 수 있는 환경이 되었다. 산소 형성의 주인공은 주로 고원생대의 남조류로 이들의 사체는 두터운 흑연 층을 형성하였고 이후 습곡 산맥 형성에도 기여하였다. 다른 암석에 비해 흑연은 마찰율이 적기 때문이다. 높은 습곡 산맥은 자체적으로 고산 기후를 형성할 뿐만 아니라 대기의 이동에 영향을 주어 독특한 기후를 만든다.
식물의 성장은 구름의 형성과 지표 반사율에 영향을 주어 기후를 변화시킨다. 2017년 미국 컬럼비아대 지구 및 환경공학과 피에르 젠틴 교수팀은 식물계가 기후에 미치는 영향을 전체 요소의 30%로 평가하였다.

## 상호 작용
기후계를 이루는 권역들은 상호 영향을 주며 기후의 특징을 결정한다. 특히 대기 순환, 물의 순환은 기후의 특징을 결정한다. 이 외에도 해양의 열염순환 역시 기후에 영향을 미친다. 탄소의 순환은 자연적 요소에 의한 순환에 인간의 활동에 의한 이산화탄소의 배출이 더해져 기후 변화에 큰 영향을 주고 있다.

### 대기 순환

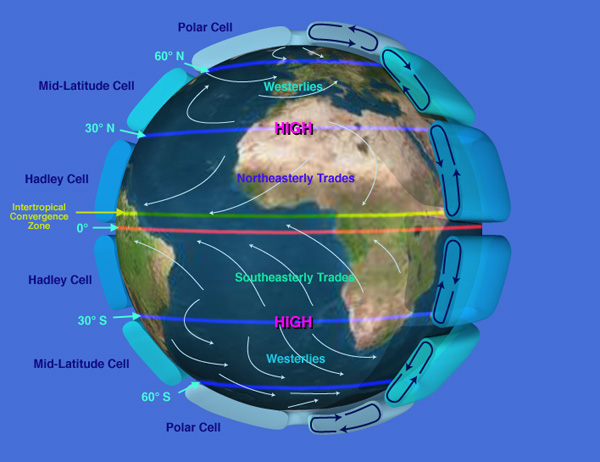
대기의 순환

지구의 대기권은 위도에 의한 온도 차이와 지구의 자전에 영향을 받아 순환하고 있다. 대기의 대류에 의한 상승과 하강은 대기권의 대류층을 크게 셋으로 나누게 되는데 남북위 60도 부근에서 극점 까지의 극 순환(극 세포), 30도에서 60도 까지의 페렐 순환(중위도 세포), 적도에서 30도 까지의 해들리 순환(열대 세포)으로 나뉜다. 순환 세포 사이에는 제트 기류가 형성된다. 극 순환과 페렐 순환 사이에는 극 제트 기류가 놓이고 페렐 순환과 해들리 순환 사이엔 아열대 제트 기류가 형성된다.
해들리 순환과 극 순환은 더운 공기가 상승하고 차가운 공기가 하강하는 직접 순환이고 이 두 직접 순환 사이에 놓인 페렐 순환은 차가운 공기가 상승하고 더운 공기가 하강하는 간접 순환이다.:6 해들리 순환과 페렐 순환이 만나는 위도 30도 부근은 아열대 고기압이 형성되어 비구름이 만들어지지 않기 때문에 큰 사막이 발달하게 된다. 아프리카의 사하라 사막나 오스트레일리아의 그레이트빅토리아 사막이 대표적이다.
대기 순환은 고기압과 저기압의 이동에 영향을 주어 날씨 변화의 패턴을 만든다. 예를 들어 북반구 중위도에 속한 대한민국은 그 보다 서쪽에 있는 중국에서 형성된 기상 현상이 편서풍을 타고 이동해 오게 된다. 중국 북동부 건조 지대에서 발생한 황사는 발생 지역에 따라 하루에서 1주일 사이 대한민국에 도착한다.

### 물의 순환

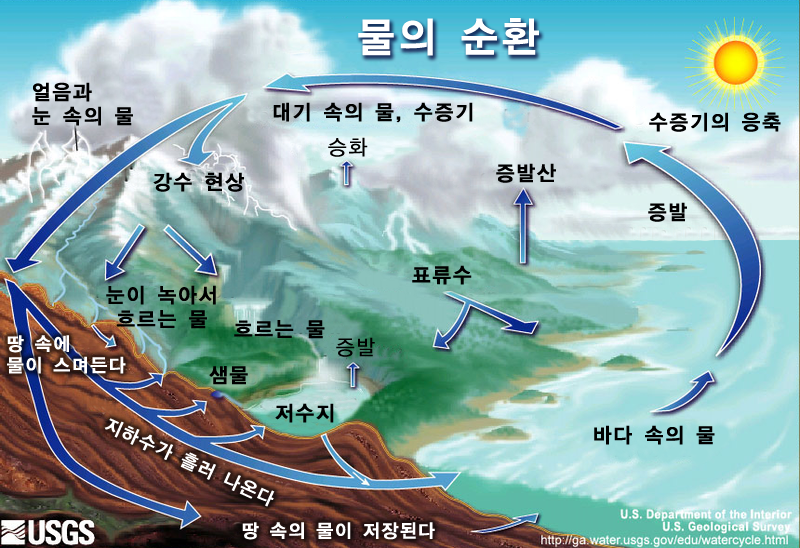
물의 순환

물의 순환은 그 자체가 기후 구분의 대표적 지표이다. 쾨펜의 기후 구분은 강수와 온도를 기준으로 식생의 특징을 구분한 것이다. 물은 지구의 형성 과정에서부터 존재하였으며 현재 이루어 지고 있는 화산 활동의 마그마에도 물이 포함되어 있다. 지구의 물은 바다를 형성하였고 전체 수권의 97.2 %가 바다이다. 물의 표면에서 이루어지는 증발산에 의해 수증기가 대기권으로 이동하고 응결점 이하로 온도가 내려가면 응축하여 구름을 형성한다. 구름을 이루는 물 알갱이는 여러 요소의 영향을 받아 비가 되어 떨어진다. 이렇게 내린 비는 지표에 고여 호수가 되거나 경사를 타고 흐르며 강이 되고 지하로 스며들어 지하수가 된다. 강물과 지하수는 경사를 따라 흘러 다시 바다로 합류한다.

### 열염순환
열염순환은 물의 순환의 일부이지만 해양의 대류를 포함하는 바닷물 내부의 순환으로서 기후계의 독립적인 요소로 작용한다. 극지에서 차가워져 심해로 하강한 심층수는 저위도 지역을 향해 움직이고 반대로 저위도 지역에서 데워져 올라온 표층수는 극지방으로 이동한다. 이러한 열염순환은 해양의 열교환을 통해 극지방과 저위도 지방의 과냉과 과열을 막아 평형을 유지하게 한다. 최근 가속화 되고 있는 지구 온난화는 극지방의 빙하를 녹여 바닷물의 밀도에 영향을 주어 열염순환을 방해하고 있다. 빙하의 민물이 섞인 바닷물은 염분의 농도가 낮아져 저위도 지역의 바닷물을 밀어내지 못하고 있다.

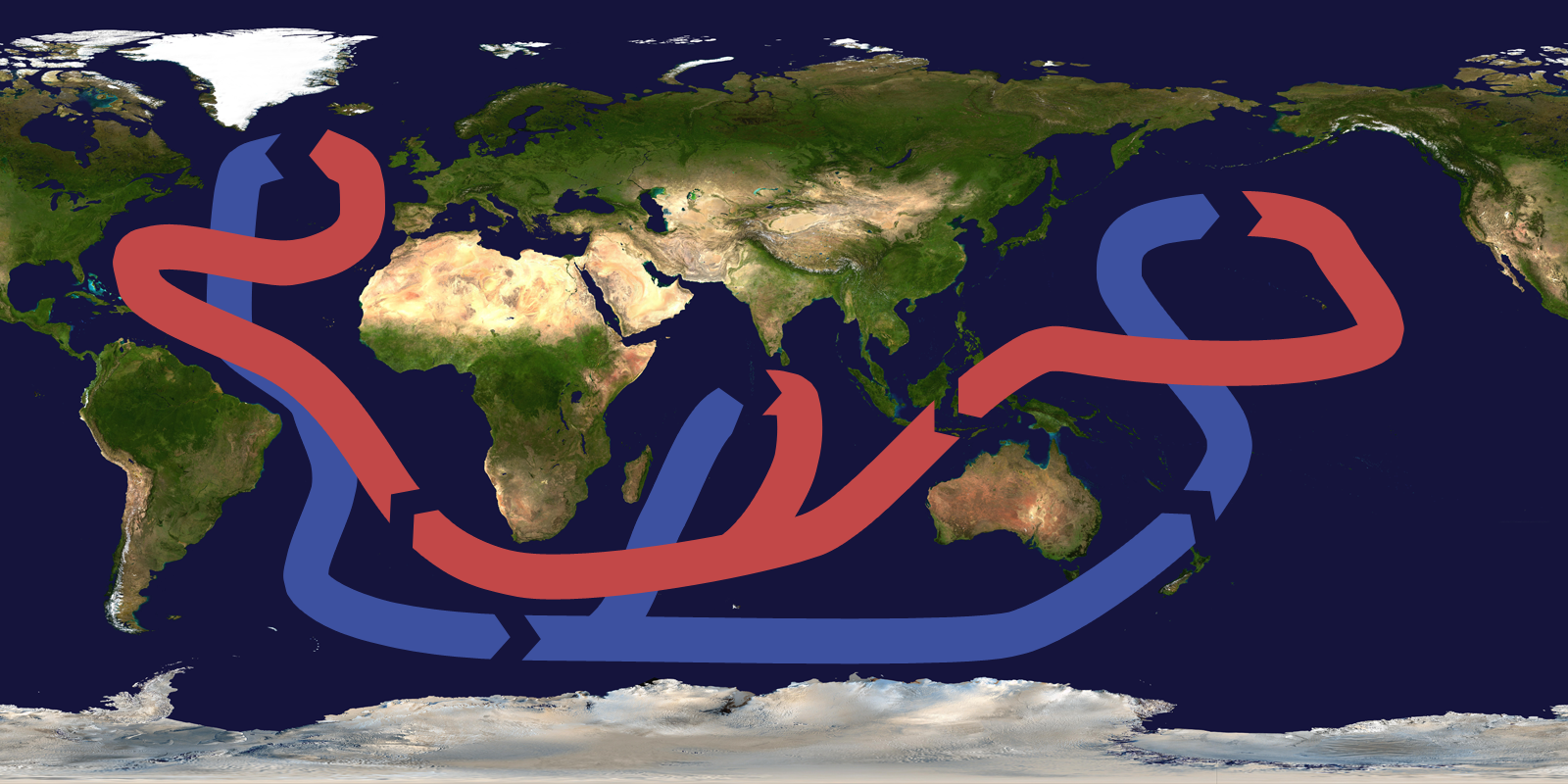
열염순환 다이어그램. 파란색은 심층수의 흐름을 붉은색은 표층수의 흐름을 나타낸다.

### 탄소 순환
탄소의 순환은 지구상의 생물권, 암권, 수권, 기권 사이에서 행해지는 탄소의 생화학적인 순환이다. 탄소는 산불과 같은 화재, 화산 활동, 생물의 호흡과 같은 자연적 원인과 인간의 산업 활동과 같은 인위적 원인에 의해 대기중으로 배출되며, 식물의 광합성을 통한 성장 과정에서 다시 생물권으로 회수된다. 또한 대기와 해양 사이의 이산화탄소 균형을 통해 바닷물 속으로도 녹아들어 간다.
수십억년의 시간 동안 지구에는 소행성의 충돌이나 마그마의 분출과 같은 사건을 통해 이산화탄소가 배출되었고, 고원생대의 남조류나 석탄기의 양치류와 같은 생물들이 축적한 탄소는 지층 사이에 퇴적되었다. 현재해저와 지층으로 축적된 탄소의 양은 184경 5000조 톤으로 추정되고 있다.
탄소를 포함하는 이산화탄소나 메탄과 같은 기체는 대기 중에 매우 적은 양이 있지만 온실 효과를 일으키기 때문에 기후 변화의 가장 큰 원인으로 지목된다. 탄소는 자연적 원인으로도 다시 대기 중에 배출되지만, 산업혁명 이후 인간의 활동에 의한 탄소 배출은 지구의 역사에서 유례가 없는 양이다.

## 기후계의 변화
기후계는 끊임 없이 변화한다. 기후계의 변화를 일으키는 요소는 자연적 원인과 인위적 원인으로 나눌 수 있다. 자연적 원인에는 판구조 운동을 통한 대륙의 이동과 화산 활동, 지구 궤도의 변화, 태양 강도의 변화 등을 들 수 있고, 인위적 원인으로는 온실가스의 배출, 대기 중 미세 입자인 에어로졸의 배출, 토지 이용에 따른 숲의 감소와 같은 생물권의 변동을 들 수 있다. 이러한 외부의 강제적 압력을 받은 기후계의 각 요소는 상호 작용에서 내적인 변화를 겪고 그 결과 기후 변화를 보이게 된다.

기후계 변화의 메커니즘

눈덩이 지구 가설은 지구가 한 때 전 지역이 빙하로 뒤덮여 있었다고 추정한다. 지구 전체가 빙하로 뒤덮여 있을 때엔 지구의 반사율이 매우 커서 태양 에너지가 대기 중에 붙잡혀 있지 못하고 다시 우주 공간으로 방출되기 때문에 매우 추운 기후가 유지되었을 것이다. 이러한 상태는 판구조 운동에 의한 화산 활동으로 지구 내부의 이산화탄소가 분출되면서 생긴 온실 효과에 의해 해소되었다고 보고 있다. 이후로도 지구는 빙하기와 간빙기를 오갔으며 가장 최근의 마지막 빙기는 11만년 전에서 10만년 전 사이에 시작되어 1만 5천년 전 무렵 끝났다.
이렇게 주기적 변화를 보이던 기후계는 19세기 이후 급속한 지구 온난화 현상을 겪고 있다. 최근의 기후 변화는 자연적 원인도 있겠지만 산업혁명 이후의 인위적 요인이 더욱 중요하고 큰 원인으로 지목되고 있다. 인간의 산업 활동을 위해 탄소의 순환을 통해 땅 속에 묻혀 있던 화석 연료를 발굴하여 사용하였기 때문이다. 2004년 측정결과 1770년에 비해 대기 중 이산화탄소량이 70% 증가했다.:30 또한 인구의 증가와 함께 숲이 도시와 경작지, 산업 단지 등으로 바뀌면서 이산화탄소의 흡수량도 줄어들고 있다.
지금과 같은 추세로 지구 온난화가 가속화 되면 생태계의 균형이 무너져 회복되지 못하는 티핑 포인트를 맞을 수 있다.